# Eolagurus luteus
Eolagurus luteus é uma espécie de roedor da família Cricetidae.
Pode ser encontrada nos seguintes países: China, Cazaquistão e Mongólia.
Os seus habitats naturais são: desertos temperados.